# سفر به اسپانیا
سفر به اسپانیا (انگلیسی: The Trip to Spain) یک فیلم کمدی به کارگردانی مایکل وینترباتم است که در سال ۲۰۱۷ منتشر شد.